# Сёва (антарктическая станция)
Сёва (яп. 昭和基地) — японская круглогодичная научно-исследовательская станция в Антарктиде.
На Сёва с момента открытия постоянно ведутся метеорологические наблюдения. Среднегодовая температура — около −10 °С. Кроме того, проводится ряд наблюдений по геофизике, гляциологии, океанологии, биологии и запуск геофизических ракет.

## История
Основана в 1957 году на острове Ист-Онгуль в Море Космонавтов близ берегов Земли Королевы Мод. Круглогодично действует с 1966 года.
Название станции было дано в честь периода Сёва императора Хирохито.